# Martin Fery
Martin Fery, de son nom complet Martin François Joseph Fery, né le 3 août 1754 à Bruxelles, baptisé le même jour en l'église Saint-Jacques-sur-Coudenberg, et mort le 24 janvier 1809 à Bruxelles, est un député au Conseil des Cinq-Cents et au Corps législatif.

## Biographie
Fils de Nicolas-François Fery et de Marie-Anne Maras, et après des études à l'université de Louvain dont il sortit primus en 1773, Martin Fery devint professeur à ladite université, puis fit une carrière de magistrat en tant que juge criminel du département de la Dyle.
Comme plusieurs autres professeurs de l'université de Louvain de la fin du XVIIIe siècle, il adhéra à la franc-maçonnerie.
Il était un homme de loi à Bruxelles « très estimé de ses concitoyens » lorsqu'il fut élu, le 23 germinal an V, par 41 voix sur 62 votants, député du département de la Dyle au Conseil des Cinq-Cents. Favorable au coup d'État du 18 brumaire, Fery passa, le 4 nivôse an VIII, au Corps législatif, eu vertu d'un vote du Sénat conservateur, pour y représenter le même département. Il quitta cette assemblée en 1806.
Il mourut âgé de cinquante-quatre ans et demi en son domicile à Bruxelles au 709 de la rue Notre-Seigneur.
Il avait épousé Marie-Hélène Danner, native de Trèves, résidant à Bruxelles depuis 1789. Devenue veuve, on la retrouve dans le recensement de 1812 exerçant la profession de rubanière habitant la rue d'Or, n° 1319, domiciliée avec ses enfants Joséphine, née à Trèves, Louise, née à Bruxelles, Catherine et Jacques-Joseph Fery.

## Mandats
- 12 décembre 1797 - 26 décembre 1799 : Départements de l'Empire français aujourd'hui en Belgique
- 26 décembre 1799 - 1er juillet 1806 : Départements de l'Empire français aujourd'hui en Belgique